# Barentsia discreta
Barentsia discreta är en bägardjursart som först beskrevs av Busk 1886.  Barentsia discreta ingår i släktet Barentsia och familjen Barentsiidae. Inga underarter finns listade i Catalogue of Life.

## Bildgalleri

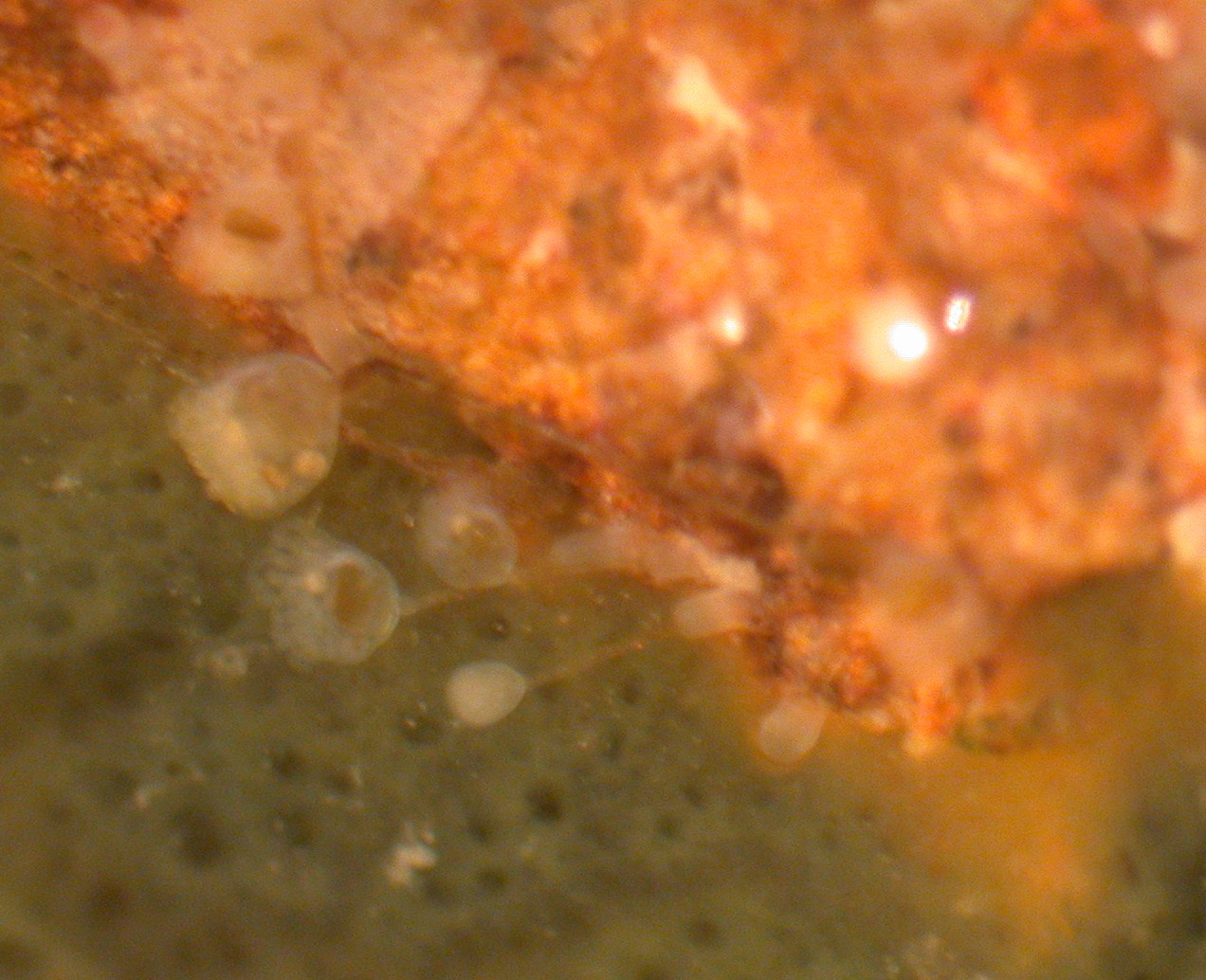